# Luc Bourdon
Luc Bourdon (ur. 16 lutego 1987 w Shippagan, zm. 29 maja 2008 w Lamèque) – kanadyjski hokeista. Występował na pozycji obrońcy w klubie NHL Vancouver Canucks i w klubie farmerskim z AHL Manitoba Moose.
Zginął w wypadku motocyklowym.

## Kariera klubowa
- Val-d’Or Foreurs (2003–2006)
- Moncton Wildcats (2006)
- Vancouver Canucks (2006)
- Moncton Wildcats (2006)
- Cape Breton Screaming Eagles (2006–2007)
- Manitoba Moose (2007–2008)
- Vancouver Canucks (2007–2008)

Bourdon grał w juniorskiej lidze QMJHL w klubach Val-d’Or Foreurs, Moncton Wildcats i Cape Breton Screaming Eagles. Został sklasyfikowany na 6 miejscu przez scoutów w rankigu hokeistów z Ameryki Północnej i został wybrany z 10 numerem w drafcie NHL 2005 przez Vancouver Canucks.
Na pierwszy obóz z drużyną Canucks wyjechał w 2005 mając 18 lat, jednak sezon 2005/2006 spędził w QMJHL. Po rozegraniu 20 spotkań w Val-d’Or Foreurs przeniósł się do Moncton Wildcats. Z tą drużyną doszedł do finału Memorial Cup, gdzie przegrali z Québec Remparts 6:2.
W sezonie 2006/2007 Bourdon zadebiutował w NHL. Pierwszy mecz rozegrał 10 października 2006 przeciwko Minnesota Wild. Po rozegraniu 9 spotkań został odesłany QMJHL, gdzie grał w Moncton Wildcats, Cape Breton Screaming Eagles. Po zakończeniu rozgrywek przeniósł się do farmerskiego klubu Canucks z AHL Manitoba Moose, gdzie rozegrał 5 spotkań w play-off.
Sezon 2007/2008 rozpoczął w Manitoba Moose. Po serii kontuzji w Vancouver, w trakcie sezonu dołączył do zespołu Canucks. Pierwszego gola w NHL strzelił 16 listopada 2007 w spotkaniu z Minnesota Wild (bramki Wild bronił Niklas Bäckström). W całym sezonie rozegrał 27 spotkań strzelając 2 bramki i uzyskując +7 punktów w klasyfikacji plus/minus. Drugiego gola strzelił w spotkaniu z Tampa Bay Lightning, bramki Tampy bronił Johan Holmqvist. Sezon zakończył 6 występami w play-off AHL w barwach Manitoba Moose.